# TSV LONGA in het seizoen 1958/59
Het seizoen 1958/1959 was het vijfde jaar in het bestaan van de Tilburgse betaaldvoetbalclub LONGA. De club kwam uit in de Tweede divisie A en eindigde daarin op de zevende plaats. Tevens deed de club mee aan het toernooi om de KNVB beker, hierin werd in de eerste ronde verloren van Gemert (3–6).

## Wedstrijdstatistieken

### Tweede divisie A
|       | Baronie | DHC   | DOSKO | EBOH  | EDO   | 't Gooi | Hilversum | ONA   | UVS   | De Valk | Velox | Wilhelmina | Xerxes | Zeist |
| ----- | ------- | ----- | ----- | ----- | ----- | ------- | --------- | ----- | ----- | ------- | ----- | ---------- | ------ | ----- |
| Thuis | 2 – 0   | 2 – 1 | 2 – 1 | 0 – 3 | 6 – 3 | 1 – 2   | 2 – 3     | 3 – 2 | 0 – 1 | 0 – 2   | 7 – 1 | 4 – 0      | 3 – 1  | 4 – 0 |
| Uit   | 1 – 2   | 3 – 1 | 5 – 1 | 0 – 1 | 2 – 0 | 6 – 3   | 1 – 1     | 3 – 1 | 2 – 2 | 1 – 0   | 5 – 2 | 0 – 2      | 1 – 2  | 2 – 3 |

### KNVB Beker
| 1e ronde                                           | Gemert                                                                    | 6 – 3 (2 – 0) | LONGA                                                   |
| 1 januari 1959 Plaats: Gemert Sportpark Molenbroek | Hans van Wetten 8', 85' Tonny Simons 35', 50', 75' Gerrit van de Spek 89' |               | 51' Jan Paulissen 60' Marie van Noye 63' Nico Struycken |

## Statistieken LONGA 1958/1959

### Eindstand LONGA in de Nederlandse Tweede divisie A 1958 / 1959
| Stand | Gespeeld | Gewonnen | Gelijk | Verloren | Punten | Doelpunten voor | Doelpunten tegen |
| ----- | -------- | -------- | ------ | -------- | ------ | --------------- | ---------------- |
| 7e    | 28       | 14       | 2      | 12       | 30     | 57              | 52               |

### Topscorers
| #              | Naam                  | Goal |
| -------------- | --------------------- | ---- |
| 1.             | Henk Zieltjens        | 10   |
| 2.             | Henk Struycken        | 8    |
| 3.             | Struycken             | 7    |
| 4.             | Nico Struycken        | 6    |
| 5.             | Jan van Roessel       | 5    |
| 6.             | Wim van Diessen       | 4    |
| 6.             | Tinus van Meijs       | 4    |
| 6.             | Gerard Spanings       | 4    |
| 8.             | Jan Druyts            | 2    |
| 8.             | Villevoye             | 2    |
| 11.            | Cornelis van Erven    | 1    |
| 11.            | Fer Hesselberth       | 1    |
| 11.            | Marie van Noye        | 1    |
| 11.            | Joep van Oosterum     | 1    |
| Eigen doelpunt |                       |      |
| 1.             | Roelof van Dijk (EDO) | 1    |
| Totaal         | Totaal                | 57   |

| #      | Naam           | Goal |
| ------ | -------------- | ---- |
| 1.     | Marie van Noye | 1    |
| 1.     | Jan Paulissen  | 1    |
| 1.     | Nico Struycken | 1    |
| Totaal | Totaal         | 3    |